# Plastische Vasen
Plastische Vasen sind spezielle Gefäße, deren Darstellung durch Darstellungen im Relief bereichert sind oder ganz plastisch geformt sind.
Plastische Vasen wurden vor allem in Form von Rhyta schon in Altvorderasien hergestellt. Einen Höhepunkt erreichte die Herstellung plastischer Gefäße in der griechischen Antike und im von der griechischen Kunst beeinflussten Etrurien. Neben Rhyta, die schon in der minoischen und mykenischen Keramik produziert wurden, kamen früh Askoi und Oinochoen auf, später traten Mastoi, Lekythen, Thymiaterien, Trinkhörner und Kantharoi – vor allem in Kopfform – hinzu. Aryballoi, die vor allem in Korinth zur Blüte gebracht wurden, und vor allem in Unteritalien hergestellte Guttoi bereicherten das Spektrum plastisch gestalteter Vasen. Andere Gefäße hatten die Formen von Astragaloi, Muscheln oder Ähnlichem. Plastische Vasen wurden vor allem aus Ton oder verschiedenen Metallen, selten aus anderen Materialien hergestellt.
| Typ                      | Variante            | Bemerkung | Umzeichnung | Beispiel                     |
| ------------------------ | ------------------- | --- | ----------- | ---------------------------- |
| Figürlicher Aryballos    |                     | |             | Staatliche Antikensammlungen |
| Plastischer Askos        |                     | Plastische Askoi gab es in diversen Formen, meist als Tiere. |             |                              |
| Kopfbecher               |                     | |             |                              |
| Figürlicher Guttus       |                     | |             |                              |
| Kopf-Kantharos           |                     | |             |                              |
| Eichel-Lekythos          |                     | |             | Louvre                       |
| Mastos                   |                     | |             | Louvre                       |
| Plastische Oinochoe      |                     | |             |                              |
|                          | Kopfoinochoe        | |             | Antikensammlung Berlin       |
|                          | Figürliche Oinochoe | |             |                              |
| Rhyton                   |                     | man trank aus der Spitze |             |                              |
| Plastisches Thymiaterion | Offen               | Räuchergefäß |             | Louvre                       |
| Trinkhorn                |                     | griechisch Keras, Trinkhorn aus Metall oder Ton, am unteren Ende oft mit Tierprotomen versehen; man trank vom Rand, im Gegensatz zum Rhyton, bei dem man aus der Spitze trank |             | Staatliche Antikensammlungen |